# 达延汗
达延汗（1473年—1517年），因多次遣使入貢，明人常称其为小王子，本名巴图蒙克（又译把秃蒙克、把秃猛可），是成吉思汗第十五世孙，巴彦蒙克之子，最后一位实现草原本部统一的蒙古大汗。

## 生平
他的父亲巴彦蒙克被杀后，母亲被亦思马勒霸占，为他生下异父同母弟卜儿孩。大汗满都鲁死后，他的第二位妻子满都海夫人拥立满都鲁姪孙巴彦蒙克（1448-1479）的儿子巴图蒙克为大汗，就是达延汗，33歲的满都海夫人也改嫁给了7歲巴图蒙克。巴图蒙克在明成化十六年（1480年，一说1479年）继位，是为达延汗。
达延汗年幼时，满都海被授予“彻辰”称号，摄政。明成化二十三年（1487年），16岁的达延汗开始亲政。与西部蒙古卫拉特部（瓦剌）进行数度征战并将其击溃。明弘治八年（1495年），达延汗征服朵颜-兀良哈三卫（山阳万户）。至明正德元年（1506年），达延汗已经先后征服亦思马勒、火筛、亦卜剌、满都赉，统一东部蒙古，建六万户：左翼察哈尔、喀尔喀、兀良哈，右翼鄂尔多斯、土默特、永谢布。后人称其为蒙古的“中兴之主”。他把十一个儿子分封，取消东蒙古异姓封建主的地位，只有兀良哈万户是他的母亲家族而保留下来。取消异姓贵族的丞相、太师等称号，以次子乌鲁斯博罗特为济农，管理右翼三万户，驻帐鄂尔多斯万户；大汗亲自管理左翼三万户，驻帐察哈尔万户（明朝称八大营）。明正德十二年（1517年），入侵明朝的應州，死於征途。

## 家庭

### 子女
1. 图鲁博罗特（死后无嗣，满都海哈屯所生）
2. 乌鲁斯博罗特（左翼察哈尔万户，察哈尔部的始祖，亦曾掌右翼鄂尔多斯等三万户，满都海哈屯所生）
3. 巴尔斯博罗特（济农，右翼鄂尔多斯万户，鄂尔多斯部、土默特部的始祖，满都海哈屯所生）
4. 阿尔苏博罗特（右翼土默特（满官嗔）万户，多伦土默特部的始祖，满都海哈屯所生）
5. 斡齐尔博罗特（掌察哈尔万户下克什克騰部，克什克騰部的始祖，满都海哈屯所生）
6. 阿尔楚博罗特（左翼内喀尔喀万户，扎鲁特、巴林部的始祖，满都海哈屯所生）
7. 阿尔博罗特（掌察哈尔万户下浩齐特部，后部归图鲁博罗特之孙库登汗，满都海哈屯所生）
8. 格哷博罗特（掌察哈尔万户下敖汉部、乃蛮部，后部归图鲁博罗特曾孙岱青杜勒、额森伟徵诺颜，苏密尔哈屯所生）
9. 格哷图台吉（死后无嗣，古实哈屯所生）
10. 鄂不锡衮青台吉（右翼永谢布万户，掌阿苏特部、永谢布部，后归土默特部，古实哈屯所生）
11. 格哷森札札赉尔（左翼外喀尔喀万户，喀尔喀部的始祖，苏密尔哈屯所生）

### 引用
1. ↑  劉健; 謝遷; 焦芳. . : 第349頁. （原始内容存档于2023-02-17） （中文）. 先是北虜小王子率部落潛住大同近邊，營亘三十餘里，勢將入寇。至是，奉番書求貢，書辭悖慢，自稱大元大可汗，且期六月十五日齎聖旨來。
2. ↑  張穆.  （中文）. 巴延蒙克生巴圖蒙克。成化六年，年七歲，嗣號達延汗。明人譯為大元大可汗，大元即達延之訛也。《察哈爾世系》作跋圖拖（忙）克代音汗。此《明史》正嘉以後所稱小王子也。
3. 1 2  鲍里斯·弗拉基米尔佐夫. . 原刊苏联科学院通报 (苏联科学院出版社版: 引自沙斯季娜《黄史》注83). 1957: 188.
4. ↑  薩岡. . : 第55頁–第56頁 （中文）. 滿都海徹辰福晉，係戊午年生，年三十三嵗；巴圖䝉克，係甲申年生，年七嵗，定為夫婦。本年庚寅，因欲佔據達延國，遂稱為達延汗，於老福晉前即汗位。
5. ↑  蔡美彪. . 《南開學報》. 1992年, (第1期).

### 书目
- 勒内·格鲁塞.  （法语）.
- 班布尔汗.  漢譯. 2009. ISBN 9787508718989 （中文）.（简体中文）

| 前任： 满都鲁 | 蒙古大汗 1480年—1517年 | 繼任： 巴儿速孛罗 |